# Pseudocharopinus narcinae
Pseudocharopinus narcinae is een eenoogkreeftjessoort uit de familie van de Lernaeopodidae. De wetenschappelijke naam van de soort is voor het eerst geldig gepubliceerd in 1962 door Pillai.